# Regla Bell
Regla Maritza Bell MacKenzie, coneguda com a Regla Bell, (L'Havana, Cuba 1970) és una jugadora de voleibol cubana, guanyadora de tres medalles olímpiques d'or. Va néixer el 6 de juliol de 1970 a la ciutat de l'Havana.

## Carrera esportiva
Va participar, als 22 anys, en els Jocs Olímpics d'Estiu de 1992 celebrats a Barcelona (Catalunya), on amb la selecció cubana de voleibol aconseguí guanyar la medalla d'or en la competició femenina de voleibol, un èxit que repetí en els Jocs Olímpics d'Estiu de 1996 realitzats a Atlanta (Estats Units) i en els Jocs Olímpics d'Estiu de 2000 realitzats a Sydney (Austràlia).
Jugadora del Ciudad Las Palmas G.C. de la lliga de voleibol espanyola, amb la selecció cubana aconseguí, així mateix, la victòria en el Campionat del Món de voleibol de 1994.